# Braulio Lara
Braulio Armando Lara Peguero (Baní, Peravia, República Dominicana, 20 de diciembre de 1988-Ibidem, 20 de abril de 2019) fue un lanzador de béisbol profesional dominicano que jugaba como pitcher y que jugó en la Liga KBO para el SK Wyverns en 2016.

## Carrera
Lara firmó como agente libre internacional con los Tampa Bay Rays. Los Marlins de Miami seleccionaron a Lara de los Rays en el Draft de la regla 5 de 2012, pero lo regresaron a los Rays antes de la temporada 2013. 
En 2016 Lara firmó con el SK Wyverns de la Liga KBO.
Lara firmó un pacto de ligas menores con los nacionales de Washington en noviembre de 2016, con una invitación a los entrenamientos de primavera. Eligió la agencia libre el 6 de noviembre de 2016.
El 20 de febrero de 2018 Lara firmó con los Sultanes de Monterrey de la Liga Mexicana de béisbol. Fue traspasado a los Generales de Durango el 28 de abril de 2018. Lara fue liberado el 5 de mayo de 2018.

## Muerte
Lara sufrió un accidente automovilístico en su natal República Dominicana el 20 de abril de 2019. Tras el accidente fue conducido al hospital Nuestra de Regla de Baní, donde falleció, poco tiempo después, debido a los golpes sufridos en el accidente, además de una hemorragia interna.